# Jeralean Talley
Jeralean Talley (Montrose, 23 maggio 1899 – Inkster, 17 giugno 2015) è stata una supercentenaria statunitense vissuta 116 anni e 25 giorni.

## Biografia
Jeralean Talley nacque il 23 maggio 1899 in Georgia e trascorse i primi anni della sua vita in una fattoria come coltivatrice di cotone e di noccioline e raccogliendo patate dolci. Si trasferì a Inkster, in Michigan, nel 1935, e lì ha vissuto fino alla sua morte. Nel 1936, all'età di 37 anni, sposò Alfred Talley (30 gennaio 1893 - 17 ottobre 1988). La coppia nel 1937 ebbe una figlia, Thelma, da cui derivarono 3 nipoti, 10 pronipoti e 4 trisnipoti.
Secondo sua figlia Thelma, Jeralean ha avuto una vita molto attiva praticando l'attività di sarta, e giocando alle slot machine nei casinò.
Non ha mai guidato una macchina, perché quando era giovane mentre stava provando a farla partire, rischiò di fare un incidente.
Continuò questa vita fino ai 104 anni, fino a quando le sue gambe diventarono troppo deboli, ma continuò a fare battute di pesca annuali con il suo amico Michael Kinloch e suo figlio Tyler, tant'è che catturò 7 pesci gatto nel maggio 2013, all'età di 114 anni.
La Talley era anche un membro della Chiesa Battista Missionaria di New Jerusalem, i cui membri la chiamavano "Mother Talley". Ha anche ricevuto una lettera personalizzata dal presidente degli Stati Uniti Barack Obama, lettera nella quale venne celebrata la sua longevità.
Il 6 aprile 2015, a seguito della morte della connazionale Gertrude Weaver, divenne decana dall'umanità.
Nel giorno del suo 116º compleanno, Talley ha ricevuto un'altra lettera da parte di Obama che ha scritto che "l'ampiezza della sua esperienza e la profondità della sua saggezza riflettono il lungo cammino che la nostra nazione ha percorso dal 1899". Era conosciuta nella comunità per la sua saggezza ed intelligenza, e quando le persone cercavano il suo consiglio, lei diceva loro di usare il buon senso, asserendo di provare ad usare la propria intelligenza, anche se di poco intelletto.
Una settimana dopo un ricovero in ospedale, Jerelean è morta nel sonno il 17 giugno 2015. Dopo la sua morte, Susannah Mushatt Jones divenne la persona più anziana del mondo ed una delle uniche due persone rimaste al mondo nate nel 1800. Ad oggi è la trentaduesima persona più longeva della storia.